# Paul Costermans
Paul-Marie-Adolphe Costermans (Brussel, 2 april 1860 – Banana, 9 maart 1905) was een Belgisch militair en koloniaal ambtenaar. In 1890 nam hij na een korte loopbaan in het Belgisch Leger dienst in de Openbare Weermacht, het koloniale leger van de Kongo-Vrijstaat. Costermans stroomde door naar de koloniale ambtenarij, waarin hij al snel opklom. Van 1904 tot zijn overlijden in 1905 deed hij zelfs dienst als vicegouverneur-generaal van de Kongo-Vrijstaat.

## Levensbeschrijving
Costermans volgde een opleiding aan de Koninklijke Militaire School en nam op 13 december 1880 dienst als onderluitenant van de artillerie in het Belgisch Leger. Op 3 oktober 1890 werd hij als luitenant ingelijfd bij het koloniale leger van de Kongo-Vrijstaat, de Openbare Weermacht. Nog dezelfde dag vertrok hij uit de haven van Vlissingen naar Kongo. Hij bereikte Boma op 2 november.
Na een kort verblijf in N'Zobe werd Costermans aangesteld tot commandant van het district Stanley Pool (rond Leopoldstad), waar hij aankwam op 26 mei 1891. Met een decreet van 26 september benoemde koning Leopold II hem tot districtscommissaris tweede klas. Hij ondernam grote bouwplannen in de groeiende koloniale stad. Op 24 februari 1892 gaf hij om gezondheidsredenen zijn positie op en vertrok hij uit Leopoldstad naar Boma, dat hij op 10 maart bereikte. Hij scheepte in naar Europa op 16 april en kwam een maand later, op 16 mei, aan.
Op 6 december 1892, slechts zes maanden nadat hij in Europa was aangekomen, vertrok Costermans opnieuw naar Afrika. Hij werd terug aangesteld tot districtscommissaris van Stanley Pool. Costermans had echter een zenuwachtige persoonlijkheid. Zijn gewoonte om 's nachts op zijn veranda te ijsberen, leverde hem de bijnaam gondoko (luipaard) op bij de plaatselijke bevolking. In april 1894 werd hij opnieuw ziek en werd hem opgedragen naar Europa terug te keren. Hij vertrok op 20 mei en kwam aan op 24 juni.
Costermans' tweede herstelperiode in Europa duurde iets meer dan een jaar. Hij was terug in Kongo op 6 september 1895, opnieuw als districtcommissaris van Stanley Pool. Op 1 juni 1897 werd hij bevorderd tot districtscommissaris-generaal. Hij verkende het grondgebied van de Banfumu langs de Kasaïrivier, een gebied dat tot dan toe grotendeels genegeerd werd omdat de stam naar verluidt kannibalistisch was. Toen zijn diensttijd afgelopen was, keerde hij naar België terug op 25 augustus 1898.
Op 1 maart 1899 vertrok Costermans voor de derde keer naar Leopoldstad, deze keer als inspecteur-generaal van de Kongo-Vrijstaat. Hij keerde terug naar Europa op 16 maart 1901. Later dat jaar kreeg hij een bijzondere opdracht om het Kivumeer te verkennen. Hij vertrok van Antwerpen naar Napels en reisde vanuit die stad door naar Afrika op 7 januari 1902. Deze keer voer hij langs de oostkust van Afrika. Hij ontscheepte in Chinde, in Portugees-Oost-Afrika, en volgde de Zambezi en Rusizi naar het Kivumeer.
Costermans keerde terug naar Europa in september 1903, maar scheepte al terug in naar Kongo op 5 januari 1904, om er met de titel van vicegouverneur de taken van Félix Fuchs over te nemen. Tijdens zijn ambtsperiode kwam het Casement-rapport, een schokkend verhaal over de misstanden in de Kongo-Vrijstaat naar buiten. Op 9 maart 1905, in Banana, ontvluchtte Costermans zijn eigen beveiliging en schoot zichzelf neer. Zijn lichaam werd naar België gerepatrieerd.

## Onderscheidingen
Costermans was erekapitein van de artillerie van het Nationaal Reduit, Ridder in de Leopoldsorde, Officier in de Koninklijke Orde van de Leeuw en Ridder in de Orde van de Afrikaanse Ster. In Frankrijk werd hij onderscheiden met een benoeming tot Ridder in het Legioen van Eer. Verder droeg hij Dienstster met vier strepen en het Militair Kruis, Tweede Klas.
In 1927 werd het dorp Bukavu aan de oevers van het Kivumeer (intussen tot een stad uitgegroeid) naar hem vernoemd tot Costermansstad (of, in het Frans, Costermansville). In 1954 kreeg de plaats haar oorspronkelijke naam terug.

## Publicaties
Costermans publiceerd tijdens zijn leven twee korte essays:
- "Le district du Stanley-Pool". Bulletin de la Société d'Études coloniales, vol. 1 (1885), 24–76.
- "Notice sur la tribu des Ba-Nfumus". Missions belges de la Compagnie de Jésus (1899), p. 58.